# Federal Aviation Administration
Die Federal Aviation Administration (FAA; deutsch „Bundesluftfahrtverwaltung“) ist die Bundesluftfahrtbehörde der Vereinigten Staaten und ist als Behörde ein administrativer Teil des US-Verkehrsministeriums mit Sitz in Washington, D.C. im Mike Monroney Aeronautical Center.

## Aufgaben
Die Aufgabe der Behörde besteht hauptsächlich darin, Sicherheitsempfehlungen (advisory circulars (AC)), -anweisungen (airworthiness directives (AD)) und Richtlinien (FARs) für den gesamten Flugverkehr der Vereinigten Staaten zu erlassen, um vorbeugende Maßnahmen zur Unfallvermeidung zu treffen, Ermittlungen einzuleiten.
Die FAA wurde am 23. August 1958 durch den US-Kongress als Federal Aviation Agency (Bundesluftfahrtbüro) aufgrund mehrerer schwerer Flugunfälle gegründet. In der Behörde wurden die beiden bisherigen Verwaltungen Civil Aeronautics Administration sowie Airways Modernization Board vereint. 1967 wurde sie Teil des US-Verkehrsministeriums und firmiert seitdem unter ihrem heutigen Namen. In ihrem Aufgabenspektrum ist sie mit dem deutschen Luftfahrt-Bundesamt und der Europäischen Agentur für Flugsicherheit vergleichbar.
Die von der FAA gesammelten Daten und Statistiken werden in der öffentlichen Datenbank Aviation Safety Information Analysis and Sharing System (ASIAS) zur Verfügung gestellt. Eine wichtige Aufgabe der FAA ist das laufende Publizieren und Aktualisieren von IFR und VFR-Kartenmaterial.
Siehe auch Hauptartikel Luftfahrtkarte

## FAA-Administratoren (Auswahl)
- Alexander Butterfield
- John L. McLucas

## Abbildungen

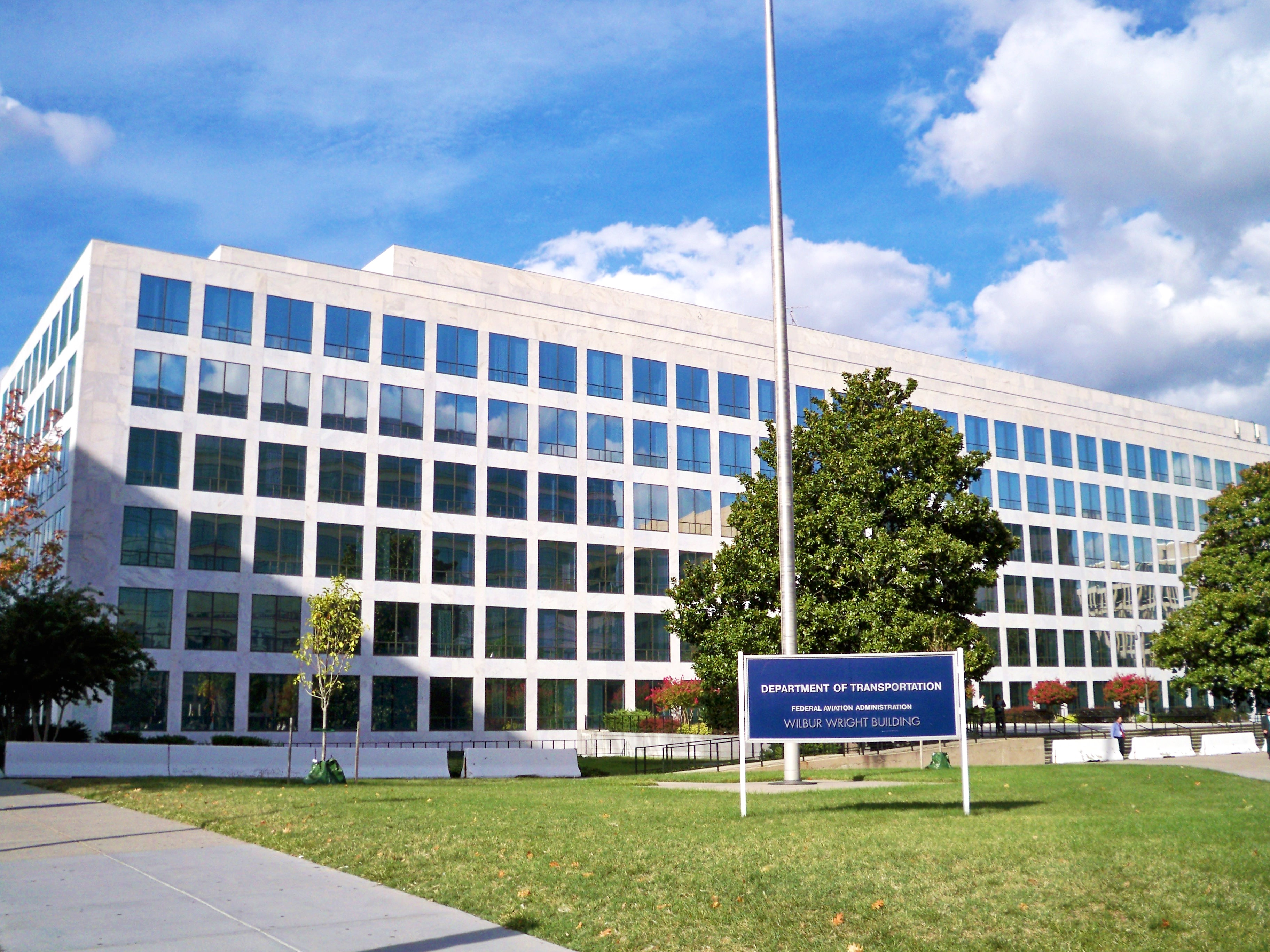
Wilbur Wright Federal Building, FAA-Hauptsitz, Washington, D.C.
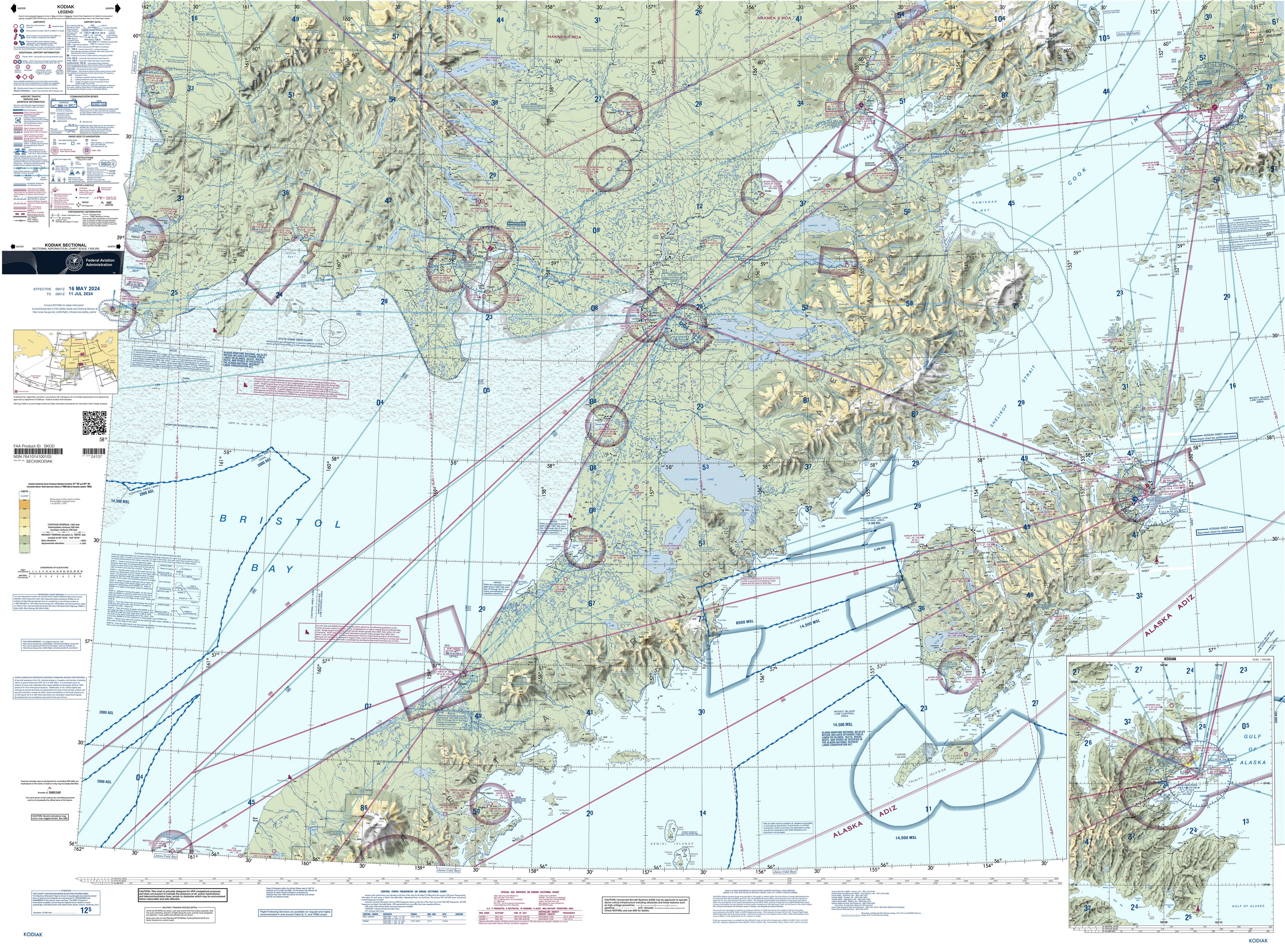
FAA VFR-Karte, Bereich Alaska-Halbinsel und Kodiak-Archipel, 2024
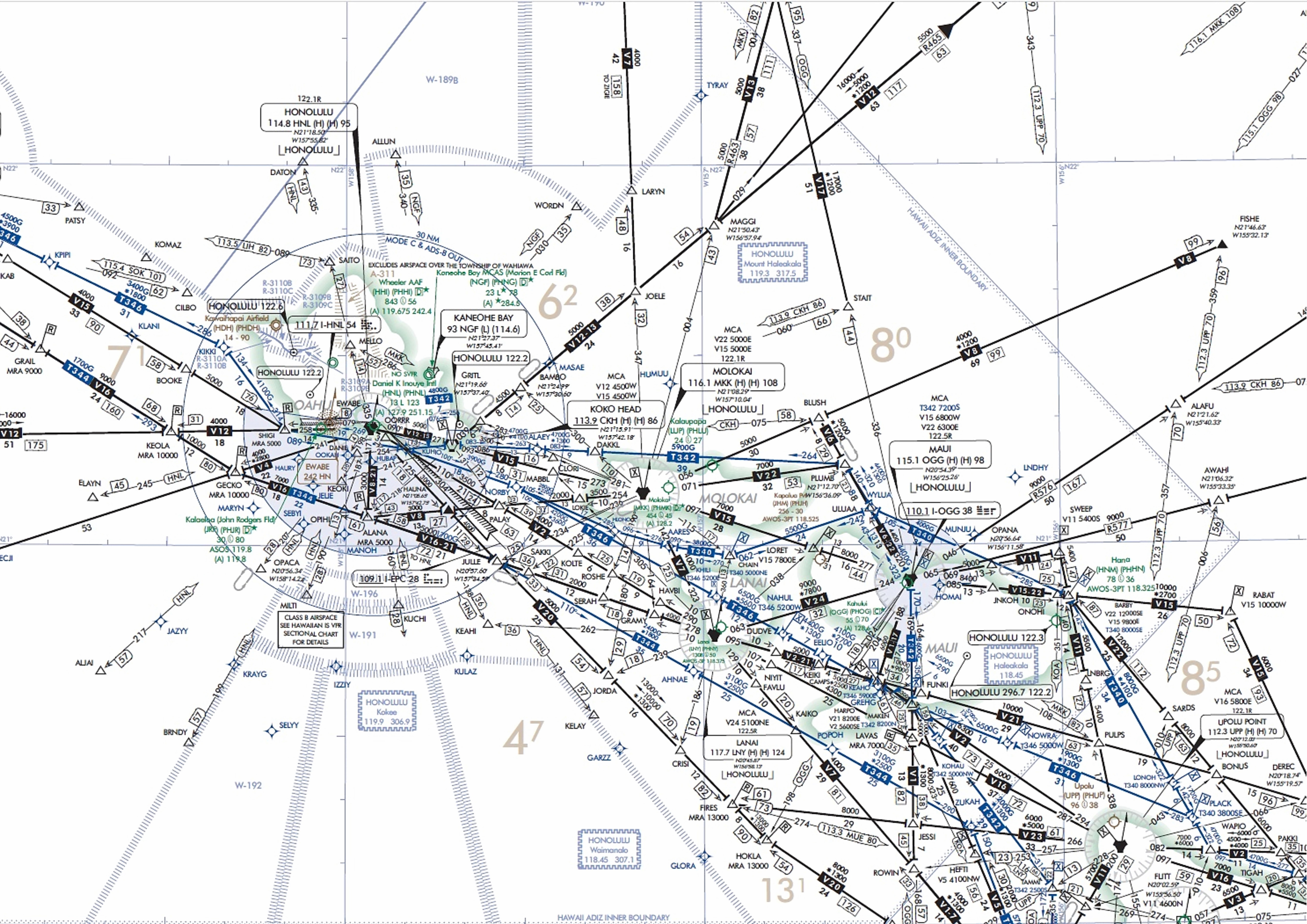
FAA IFR-Karte, Enroute Low Altitude, Bereich Hawaii, 2024
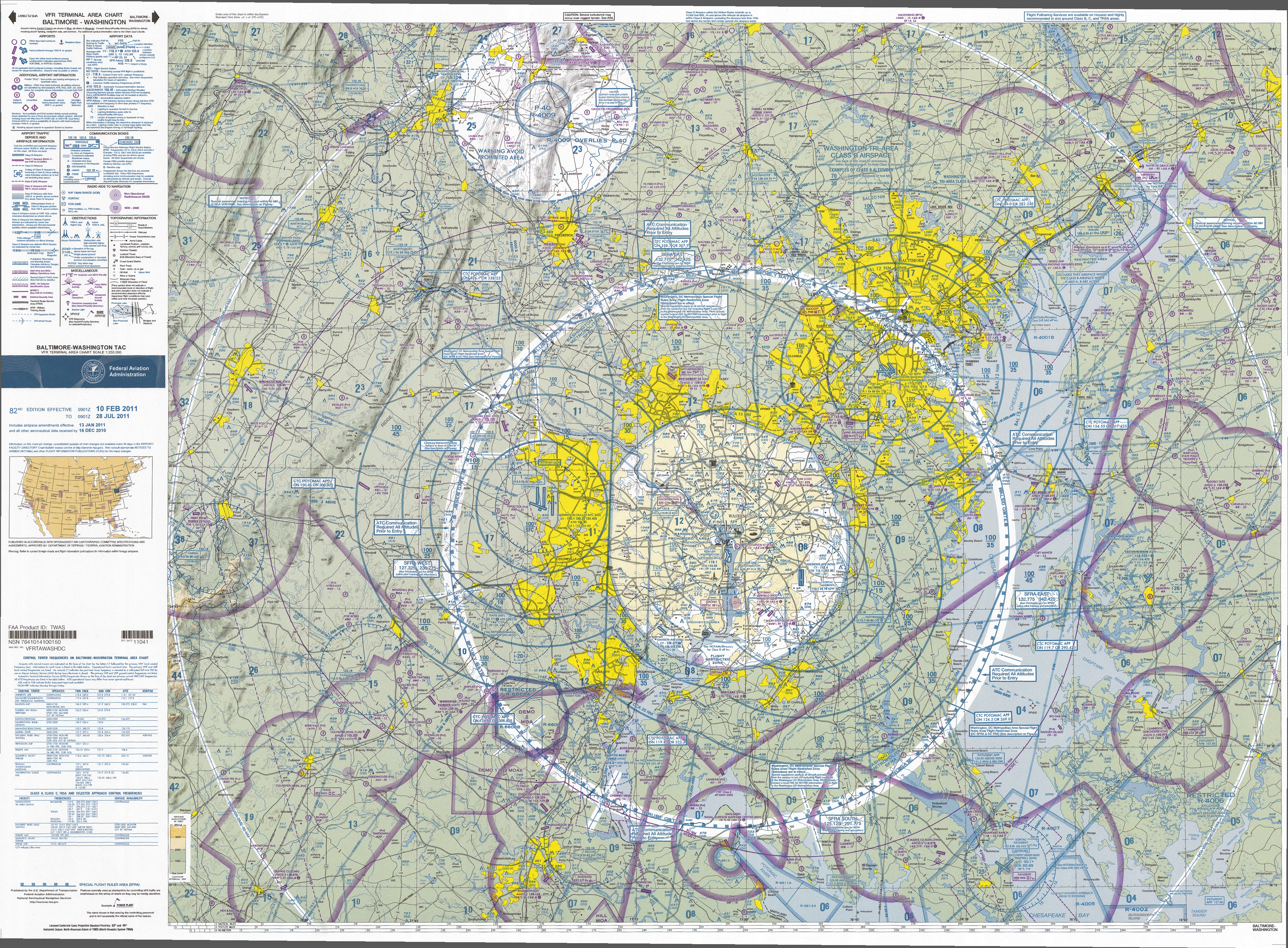
FAA Terminal Area Chart, VFR, Bereich Baltimore-Washington, Maßstab 1: 250.000
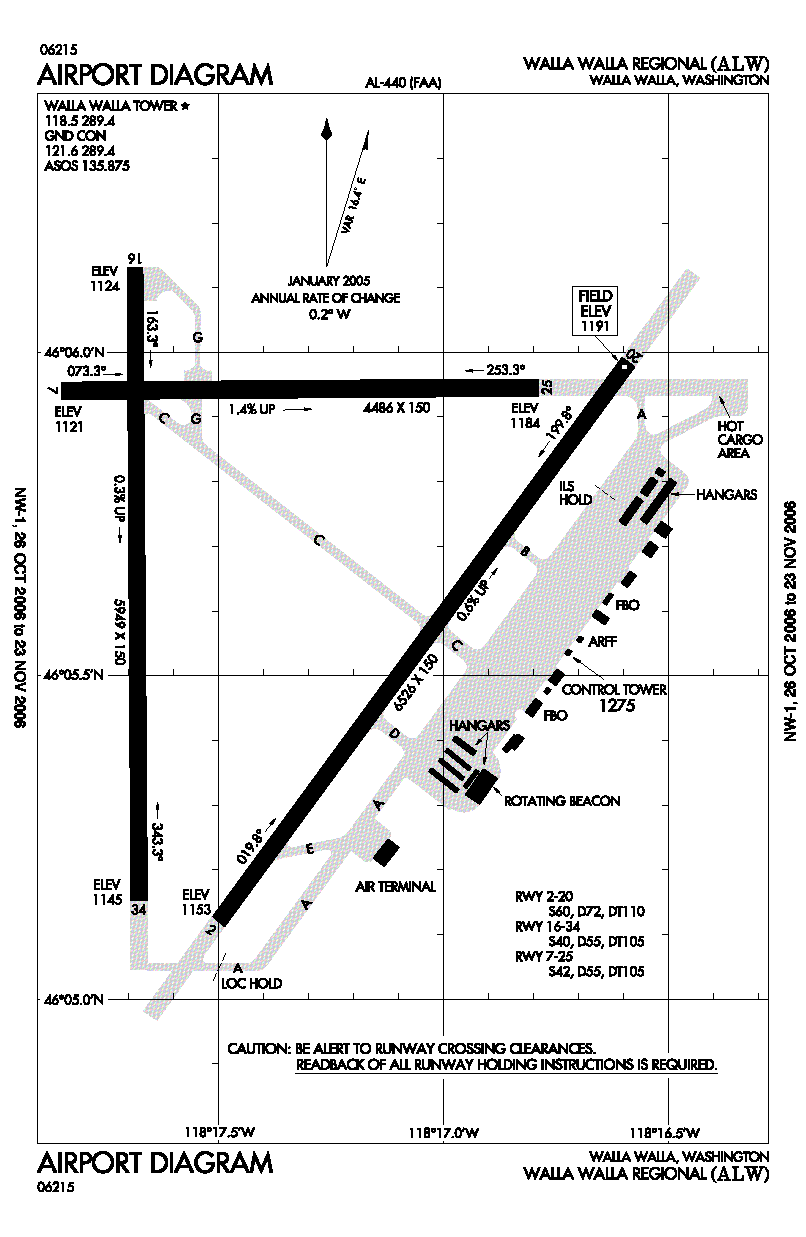
FAA-Karte: Schematischer Plan des Regionalflughafens von Walla Walla, WA
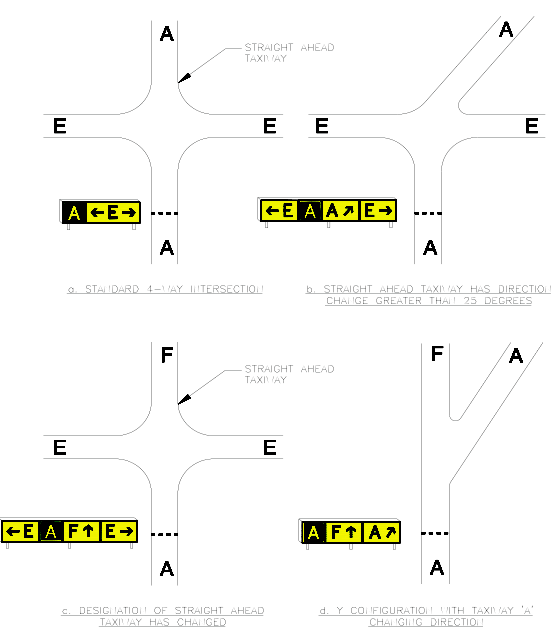
FAA-Orientierungssystem für Rollwege auf Flughäfen